# David Doménech

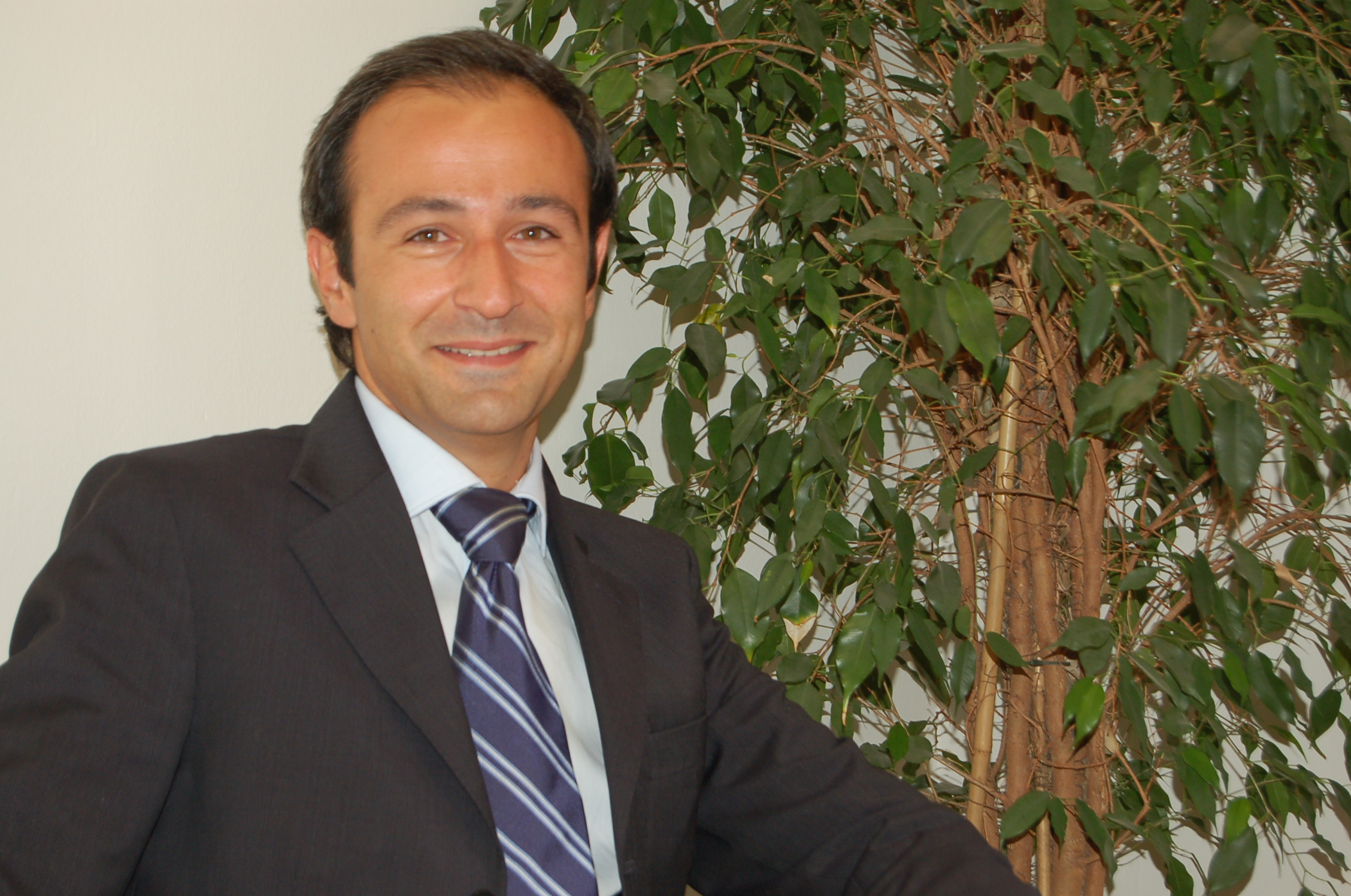
David Doménech, alcalde de Cheste

David Doménech Pérez (29 de noviembre de 1977), licenciado en Ciencias Económicas, político del Partido Popular y alcalde de la localidad de Cheste (comarca de La Hoya de Buñol) tras su victoria en las elecciones municipales de 2007.
Antes de iniciarse en el mundo de la política, David Doménech, trabajó en diferentes empresas del sector privado y en la banca. En 1996 entra a formar parte del Partido Popular como miembro de Nuevas Generaciones de Cheste. A partir de su incorporación formó parte de diferentes candidaturas, hasta que en 2007 se presentó como cabeza de lista y sus vecinos lo eligieron como alcalde.

## Cargos políticos y públicos
Además de la alcaldía de Cheste, regenta la vicepresidencia de la Mancomunidad la Hoya de Buñol-Chiva, es secretario de la Comisión de Urbanismo de la Federación Valenciana de Municipios y Provincias y es secretario de área del Comité Ejecutivo Provincial del PPCV. En el Congreso Local del PP de Cheste celebrado en febrero de 2010 fue elegido presidente del Partido Popular de la localidad, relevando al anterior presidente Vicente García.